# Höytiöjärvi
Höytiöjärvi är en sjö i kommunen Villmanstrand i landskapet Södra Karelen i Finland. Arean är 19 hektar och strandlinjen är 2,82 kilometer lång.  Den  ingår i Tervajokis huvudavrinningsområde.  Sjön ligger omkring 28 kilometer söder om Villmanstrand och omkring 190 kilometer öster om Helsingfors. 
I sjön finns ön Keskikallio. 